# Miejsce poboru opłat

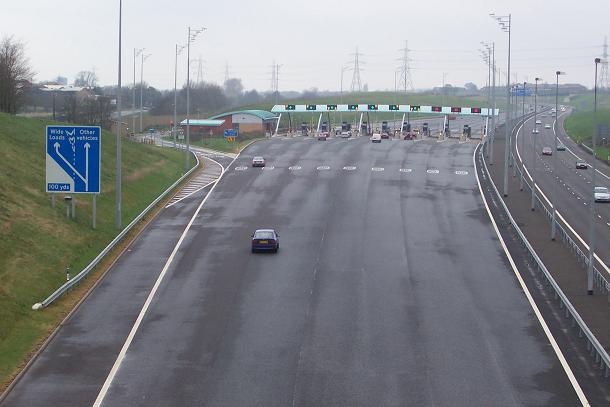
Punkt poboru opłat na brytyjskiej M6 Toll

Miejsce poboru opłat (w skrócie MPO/PPO/SPO) – specjalnie wyznaczone miejsce na autostradzie, w którym pobierane są opłaty (tzw. myto) za przejazd danym odcinkiem.
Miejsca poboru opłat są dzielone na punkty poboru opłat (PPO) i stacje poboru opłat (SPO). Stacja poboru opłat różni się od punktu poboru opłat tym, że jest zlokalizowana poza główną jezdnią autostrady, tzn. na łącznicach węzłów lub wjazdach/zjazdach. Ze względu na sposób obciążenia ruchem (hamowanie, przyśpieszanie, postoje) obiekty te wykonuje się w technologii betonu nawierzchniowego. Nawierzchnie bitumiczne, obciążone tego typu ruchem ulegają o wiele szybszej degradacji niż betonowe.
Opłaty mogą być zróżnicowane w zależności od:
- rodzaju pojazdu (większość autostrad płatnych),
- długości odcinka, który pokonał pojazd,
- pory dnia (np. brytyjska M6 Toll czy niektóre autostrady francuskie).

Punkty poboru opłat spotyka się także na drogach innych niż autostrady; zazwyczaj są to odcinki dróg biegnące w szczególnie trudnych i kosztownych w utrzymaniu okolicach: niektóre mosty, drogi górskie i tunele (np. wjazd na wyspę Magerøya i na Przylądek Północny międzynarodową drogą E69 w Norwegii). W niektórych krajach właściciele terenów, przez które przebiegają ich prywatne drogi, również instalują swoje punkty poboru opłat. Zdarza się, że taki punkt poboru opłat składa się jedynie z przydrożnej skrzynki, z której zamierzający skorzystać z drogi podróżny sam pobiera sobie ”bilet” oraz znajdującej się obok skarbonki, do której wrzuca opłatę. Właściciel odwiedza taki punkt tylko co kilka godzin lub co kilka dni, uzupełniając jedynie zapas biletów i opróżniając skarbonkę. Ten sposób poboru myta opiera się na wzajemnym zaufaniu podróżnego i właściciela terenu oraz na poczuciu obywatelskiej praworządności.

## Miejsca poboru opłat w Polsce
Objaśnienia do tabel:

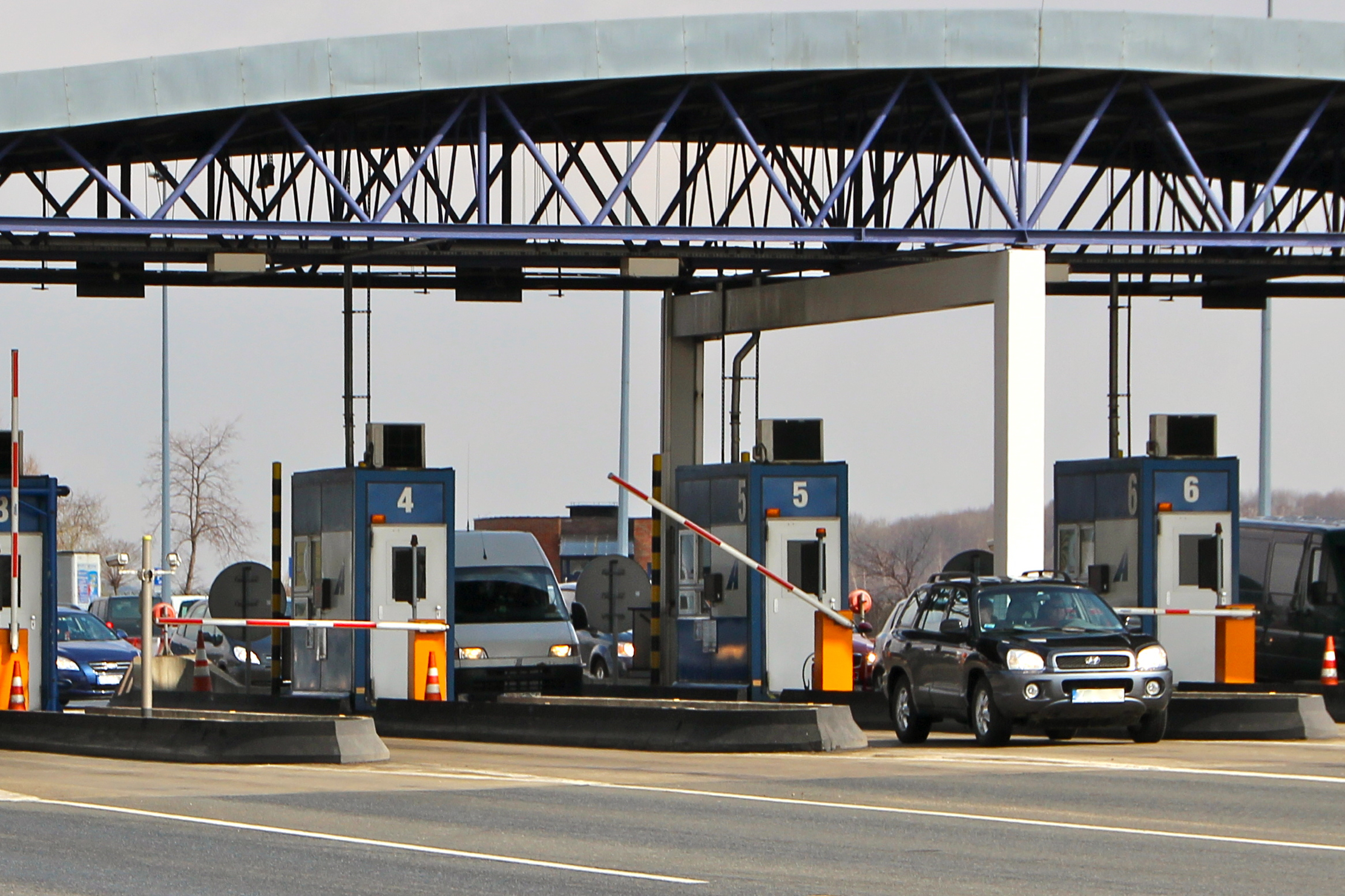
Punkt poboru opłat na A4

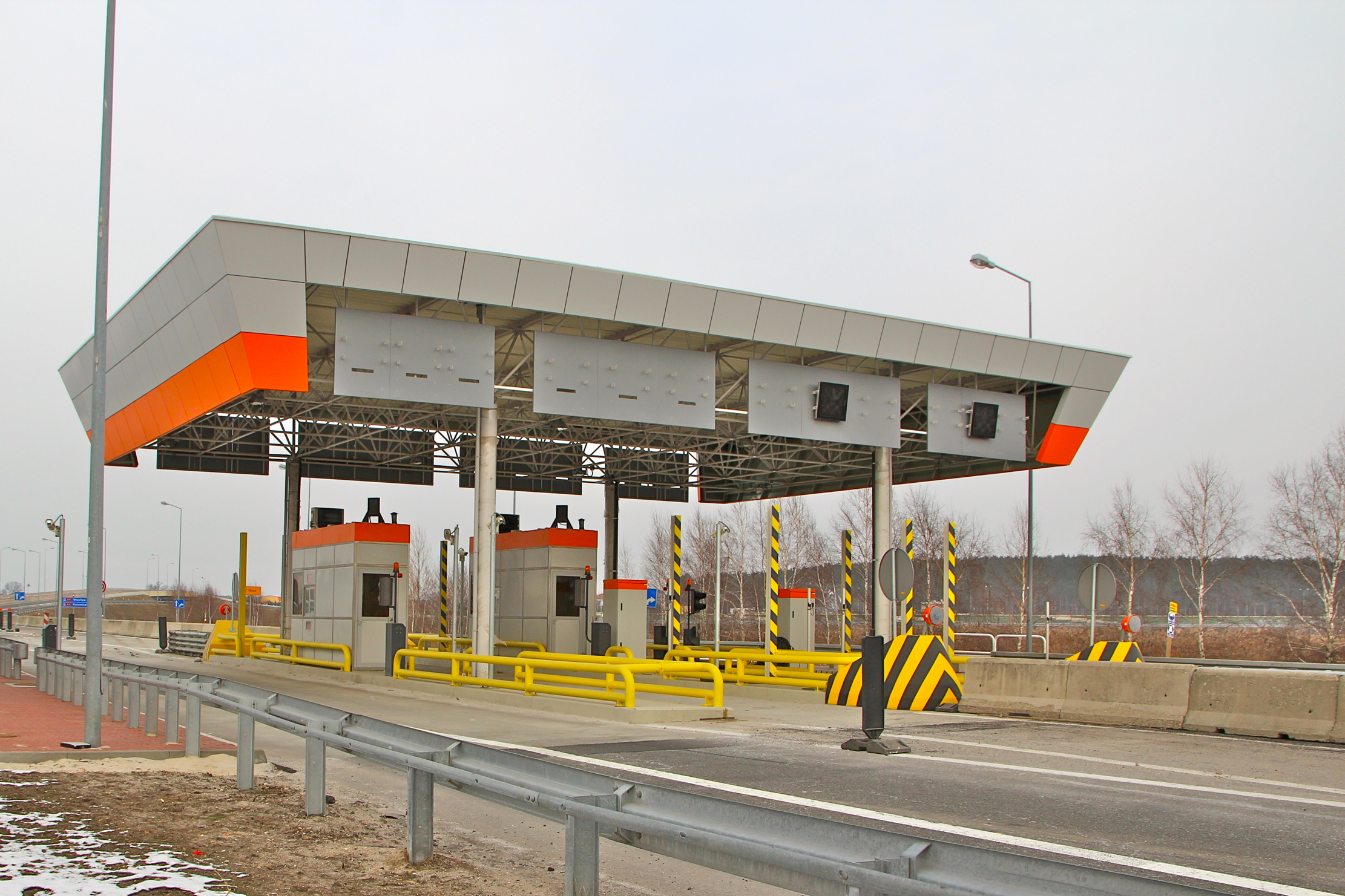
Stacja poboru opłat koło Krapkowic

- Kiosk – stanowisko, w którym dokonuje się płatności
- Automat – urządzenie służące do pobierania biletów przy wjeździe

Suma liczby kiosków i automatów większa od liczby stanowisk oznacza, że część z nich jest dwukierunkowa i umożliwia zmianę konfiguracji w zależności od potrzeb, np. na początku dni wolnych zwiększenie liczby stanowisk dla wyjeżdżających z miasta kosztem liczby bramek dla wjeżdżających do miasta, a pod koniec dni wolnych odwrotnie.
W miejscach poboru opłat autostrad A2 i A4 wyznaczone zostały pasy przejazdowe dedykowane dla użytkowników systemu e-TOLL (poprzednio również viaTOLL) oraz bramki do opłat automatycznych przez videotolling. Od 1 grudnia 2021 r. przejazd państwowymi odcinkami autostrad odbywa się bez konieczności zatrzymywania przed bramkami. Kierowcy pojazdów lekkich o dopuszczalnej masie pojazdu mniejszej niż 3,5 tony mogą opłacić przejazd na dwa sposoby:
- poprzez zakup biletu autostradowego, np. na stacji benzynowej Orlen lub Lotos[5] lub w aplikacji e-TOLL PL BILET (nie mylić z aplikacją e-TOLL PL) lub w aplikacji jednego z partnerów, np.: Autopay, AnyPark, mPay, SkyCash, Spark, Yanosik[5],
- na podstawie danych geolokalizacyjnych przekazywanych do e-TOLL za pośrednictwem urządzeń OBU/ZSL lub aplikacji e-TOLL PL.

### Autostrada A1
| Typ | Nazwa       | Stan         | Data uruchomienia | Data wyłączenia | Stanowisk | Kiosków | Automatów | System elektronicznego poboru opłat | Współrzędne geograficzne                  |
| --- | ----------- | ------------ | ----------------- | --------------- | --------- | ------- | --------- | ----------------------------------- | ----------------------------------------- |
| PPO | Rusocin     | działa       | 20 lutego 2008    |                 | 13        | 8       | 5         | AmberGO/Autopay                     | 54°13′36″N 18°36′45″E/54,226667 18,612500 |
| SPO | Stanisławie | działa       | 20 lutego 2008    |                 | 4         | 2       | 2         | AmberGO/Autopay                     | 54°05′59″N 18°41′42″E/54,099722 18,695000 |
| SPO | Swarożyn    | działa       | 20 lutego 2008    |                 | 5         | 3       | 2         | AmberGO/Autopay                     | 54°02′06″N 18°40′28″E/54,035000 18,674444 |
| SPO | Pelplin     | działa       | 6 stycznia 2009   |                 | 4         | 2       | 2         | AmberGO/Autopay                     | 53°55′49″N 18°38′35″E/53,930278 18,643056 |
| SPO | Kopytkowo   | działa       | 6 stycznia 2009   |                 | 4         | 2       | 2         | AmberGO/Autopay                     | 53°44′19″N 18°38′00″E/53,738611 18,633333 |
| SPO | Warlubie    | działa       | 1 lutego 2011     |                 | 4         | 2       | 2         | AmberGO/Autopay                     | 53°36′12″N 18°37′03″E/53,603333 18,617500 |
| SPO | Nowe Marzy  | działa       | 6 stycznia 2009   |                 | 9         | 6       | 3         | AmberGO/Autopay                     | 53°28′05″N 18°36′52″E/53,468056 18,614444 |
| SPO | Grudziądz   | działa       | 17 grudnia 2012   |                 | 7         | 4       | 3         | AmberGO/Autopay                     | 53°25′42″N 18°41′54″E/53,428333 18,698333 |
| SPO | Lisewo      | działa       | 11 lutego 2012    |                 | 4         | 2       | 2         | AmberGO/Autopay                     | 53°17′27″N 18°42′17″E/53,290833 18,704722 |
| SPO | Turzno      | działa       | 28 marca 2013     |                 | 5         | 3       | 2         | AmberGO/Autopay                     | 53°05′34″N 18°45′20″E/53,092778 18,755556 |
| SPO | Lubicz      | działa       | 11 lutego 2012    |                 | 11        | 7       | 4         | AmberGO/Autopay                     | 53°02′08″N 18°44′15″E/53,035556 18,737500 |
| PPO | Nowa Wieś   | działa       | 11 lutego 2012    |                 | 9         | 6       | 3         | AmberGO/Autopay                     | 53°00′35″N 18°44′04″E/53,009722 18,734444 |
| SPO | Odolion     | nieużywana   |                   |                 |           |         |           |                                     | 52°52′08″N 18°45′16″E/52,868889 18,754444 |
| SPO | Brzezie     | nieużywana   |                   |                 |           |         |           |                                     | 52°41′10″N 18°54′05″E/52,686111 18,901389 |
| SPO | Pikutkowo   | nieużywana   |                   |                 |           |         |           |                                     | 52°37′20″N 18°58′03″E/52,622222 18,967500 |
| SPO | Kowal       | nieużywana   |                   |                 |           |         |           |                                     | 52°29′07″N 19°08′56″E/52,485278 19,148889 |
| SPO | Sójki       | nieużywana   |                   |                 |           |         |           |                                     | 52°17′15″N 19°23′27″E/52,287500 19,390833 |
| SPO | Kotliska    | nieukończona |                   |                 |           |         |           |                                     | 52°13′19″N 19°27′59″E/52,221944 19,466389 |
| SPO | Piątek      | nieużywana   |                   |                 |           |         |           |                                     | 52°03′58″N 19°31′54″E/52,066111 19,531667 |

### Autostrada A2
| Typ | Nazwa        | Stan         | Data uruchomienia | Data wyłączenia | Stanowisk | Kiosków | Automatów | System elektronicznego poboru opłat | Współrzędne geograficzne                  |
| --- | ------------ | ------------ | ----------------- | --------------- | --------- | ------- | --------- | ----------------------------------- | ----------------------------------------- |
| PPO | Tarnawa      | działa       | 21 maja 2012      |                 | 9         | 5       | 4         | N                                   | 52°20′05″N 14°54′13″E/52,334722 14,903611 |
| SPO | Torzym       | działa       | 21 maja 2012      |                 | 6         | 4       | 2         | N                                   | 52°19′22″N 15°05′00″E/52,322778 15,083333 |
| SPO | Jordanowo    | działa       | 27 maja 2013      |                 | 9         | 5       | 4         | N                                   | 52°19′16″N 15°32′46″E/52,321111 15,546111 |
| SPO | Trzciel      | działa       | 21 maja 2012      |                 | 5         | 3       | 2         | N                                   | 52°19′52″N 15°52′14″E/52,331111 15,870556 |
| SPO | Nowy Tomyśl  | działa       | 23 kwietnia 2012  |                 |           |         |           | N                                   | 52°21′39″N 16°06′00″E/52,360833 16,100000 |
| SPO | Buk          | działa       | 23 kwietnia 2012  |                 | 5         | 3       | 2         | N                                   | 52°22′42″N 16°34′06″E/52,378333 16,568333 |
| PPO | Gołuski      | działa       | 3 listopada 2004  |                 |           |         |           | N                                   | 52°21′02″N 16°43′55″E/52,350556 16,731944 |
| PPO | Nagradowice  | działa       | 1 grudnia 2003    |                 |           |         |           | N                                   | 52°18′38″N 17°09′05″E/52,310556 17,151389 |
| SPO | Września     | projektowana |                   |                 |           |         |           |                                     | 52°18′45″N 17°32′12″E/52,312500 17,536667 |
| SPO | Słupca       | działa       | 2 stycznia 2013   |                 |           |         |           | N                                   | 52°15′20″N 17°49′22″E/52,255556 17,822778 |
| PPO | Lądek        | działa       | 1 grudnia 2003    |                 | 10        | 10      | 0         | N                                   | 52°13′18″N 17°57′05″E/52,221667 17,951389 |
| PPO | Żdżary       | nieużywany   | 1 lipca 2011      | 1 grudnia 2021  | 14        | 10      | 4         | e-TOLL                              | 52°09′09″N 18°16′40″E/52,152500 18,277778 |
| SPO | Koło         | nieużywana   | 1 lipca 2011      | 1 grudnia 2021  | 4         | 2       | 2         | e-TOLL                              | 52°08′17″N 18°36′33″E/52,138056 18,609167 |
| SPO | Dąbie        | nieużywana   | 1 lipca 2011      | 1 grudnia 2021  | 4         | 2       | 2         | e-TOLL                              | 52°04′13″N 18°49′15″E/52,070278 18,820833 |
| SPO | Wartkowice   | nieużywana   | 1 lipca 2011      | 1 grudnia 2021  | 4         | 2       | 2         | e-TOLL                              | 51°59′43″N 19°02′38″E/51,995278 19,043889 |
| SPO | Emilia       | nieużywana   | 1 lipca 2011      | 1 grudnia 2021  | 4         | 2       | 2         | e-TOLL                              | 51°55′08″N 19°21′18″E/51,918889 19,355000 |
| SPO | Zgierz       | nieużywana   | 1 lipca 2011      | 1 grudnia 2021  | 4         | 2       | 2         | e-TOLL                              | 51°54′35″N 19°26′06″E/51,909722 19,435000 |
| PPO | Stryków      | nieużywany   | 1 lipca 2011      | 1 grudnia 2021  | 14        | 10      | 4         | e-TOLL                              | 51°53′34″N 19°33′30″E/51,892778 19,558333 |
| SPO | Stryków      | nieużywana   | 1 lipca 2011      | 8 sierpnia 2014 | 9         | 6       | 3         | e-TOLL                              | 51°53′06″N 19°35′04″E/51,885000 19,584444 |
| SPO | Łyszkowice   | nieukończona |                   |                 | 4         | 2       | 2         |                                     | 51°59′18″N 19°54′07″E/51,988333 19,901944 |
| SPO | Skierniewice | nieukończona |                   |                 | 4         | 2       | 2         |                                     | 52°02′33″N 20°03′19″E/52,042500 20,055278 |
| SPO | Żyrardów     | nieukończona |                   |                 | 6         | 4       | 4         |                                     | 52°05′24″N 20°21′37″E/52,090000 20,360278 |
| SPO | Tłuste       | nieukończona |                   |                 | 8         | 6       | 4         |                                     | 52°08′47″N 20°36′46″E/52,146389 20,612778 |
| PPO | Pruszków     | nieukończony |                   |                 | 18        | 16      | 10        |                                     | 52°09′49″N 20°43′47″E/52,163611 20,729722 |

### Autostrada A4
| Typ | Nazwa        | Stan       | Data uruchomienia | Data wyłączenia | Stanowisk | Kiosków | Automatów | System elektronicznego poboru opłat | Współrzędne geograficzne                  |
| --- | ------------ | ---------- | ----------------- | --------------- | --------- | ------- | --------- | ----------------------------------- | ----------------------------------------- |
| PPO | Karwiany     | nieużywany | 1 czerwca 2012    | 1 grudnia 2021  |           |         |           | e-TOLL                              | 51°01′53″N 17°00′12″E/51,031389 17,003333 |
| SPO | Krajków      | nieużywana | 1 czerwca 2012    | 1 grudnia 2021  |           |         |           | e-TOLL                              | 50°58′13″N 17°04′08″E/50,970278 17,068889 |
| SPO | Brzezimierz  | nieużywana | 1 czerwca 2012    | 1 grudnia 2021  |           |         |           | e-TOLL                              | 50°52′35″N 17°11′58″E/50,876389 17,199444 |
| SPO | Przylesie    | nieużywana | 1 czerwca 2012    | 1 grudnia 2021  |           |         |           | e-TOLL                              | 50°47′02″N 17°21′07″E/50,783889 17,351944 |
| SPO | Prądy        | nieużywana | 1 czerwca 2012    | 1 grudnia 2021  |           |         |           | e-TOLL                              | 50°39′50″N 17°42′01″E/50,663889 17,700278 |
| SPO | Gogolin      | nieużywana | 1 czerwca 2012    | 1 grudnia 2021  |           |         |           | e-TOLL                              | 50°29′03″N 17°59′32″E/50,484167 17,992222 |
| SPO | Olszowa      | nieużywana | 1 czerwca 2012    | 1 grudnia 2021  |           |         |           | e-TOLL                              | 50°27′44″N 18°16′22″E/50,462222 18,272778 |
| SPO | Nogowczyce   | nieużywana | 1 czerwca 2012    | 1 grudnia 2021  |           |         |           | e-TOLL                              | 50°26′56″N 18°20′51″E/50,448889 18,347500 |
| SPO | Łany         | nieużywana | 1 czerwca 2012    | 1 grudnia 2021  |           |         |           | e-TOLL                              | 50°23′31″N 18°26′40″E/50,391944 18,444444 |
| SPO | Kleszczów    | nieużywana | 1 czerwca 2012    | 1 grudnia 2021  |           |         |           | e-TOLL                              | 50°20′44″N 18°32′45″E/50,345556 18,545833 |
| SPO | Ostropa      | nieużywana | 1 czerwca 2012    | 1 grudnia 2021  |           |         |           | e-TOLL                              | 50°16′54″N 18°34′28″E/50,281667 18,574444 |
| SPO | Bojków       | nieużywana | 1 czerwca 2012    | 1 grudnia 2021  |           |         |           | e-TOLL                              | 50°15′43″N 18°39′15″E/50,261944 18,654167 |
| PPO | Żernica      | nieużywany | 1 czerwca 2012    | 1 grudnia 2021  |           |         |           | e-TOLL                              | 50°15′32″N 18°40′26″E/50,258889 18,673889 |
| PPO | Brzęczkowice | działa     | 3 kwietnia 2000   |                 | 18        | 18      | 0         | A4Go, Telepass, Autopay             | 50°11′48″N 19°11′09″E/50,196667 19,185833 |
| PPO | Balice       | działa     | 3 kwietnia 2000   |                 | 18        | 18      | 0         | A4Go, Telepass, Autopay             | 50°04′59″N 19°47′29″E/50,083056 19,791389 |

### Droga ekspresowa S8
PPO Modlica zbudowany nieopodal węzła Łódź Południe miał być częścią zamkniętego systemu poboru opłat autostrady A1.
| Typ | Nazwa   | Stan       | Data uruchomienia | Data wyłączenia | Stanowisk | Kiosków | Automatów | System elektronicznego poboru opłat | Współrzędne geograficzne                  |
| --- | ------- | ---------- | ----------------- | --------------- | --------- | ------- | --------- | ----------------------------------- | ----------------------------------------- |
| PPO | Modlica | nieużywany |                   |                 |           |         |           |                                     | 51°38′35″N 19°32′17″E/51,643056 19,538056 |

## Miejsca poboru opłat w Austrii

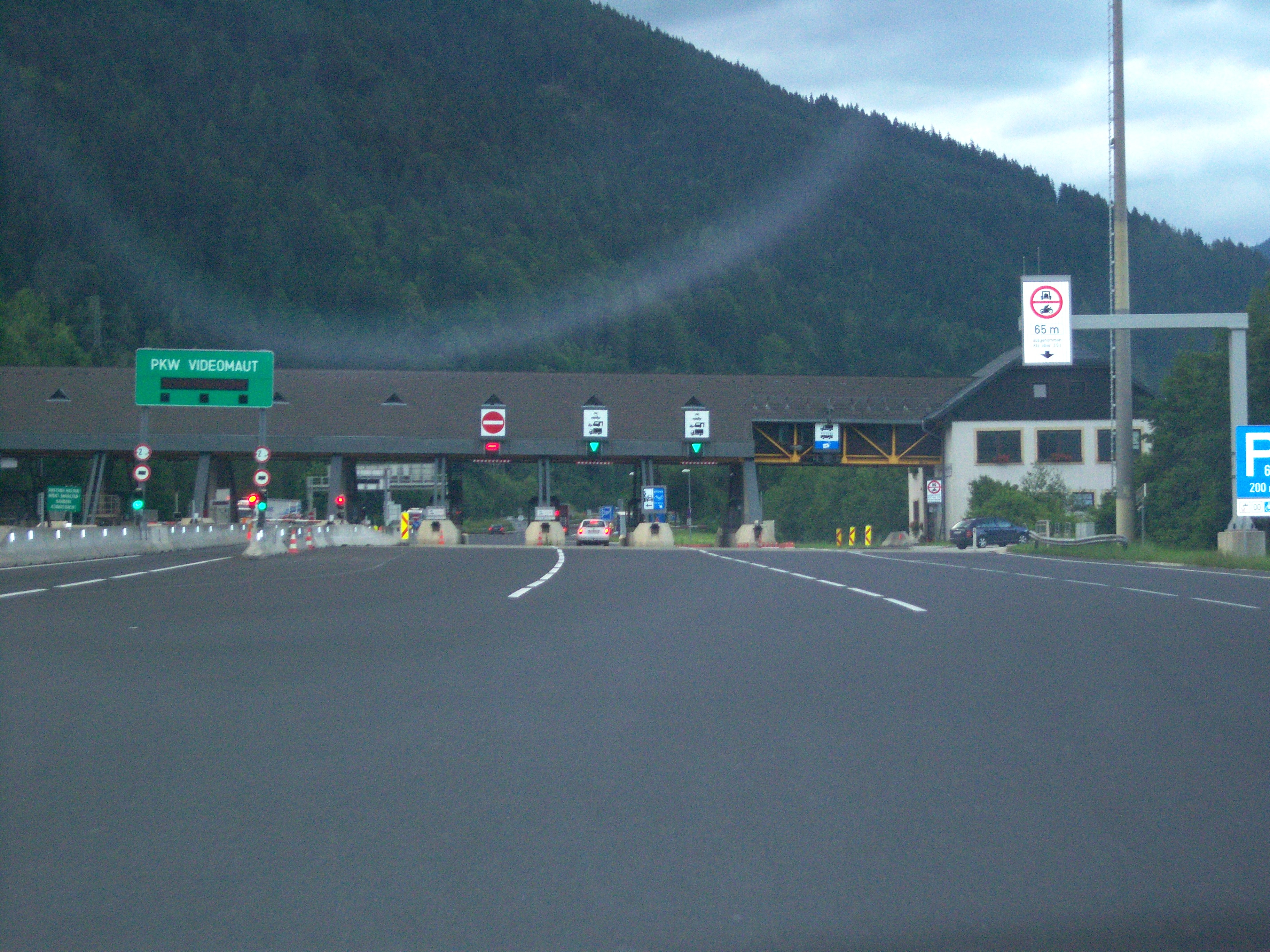
Punkt poboru opłat Bosruck na autostradzie A9 (Tunel Bosruck)

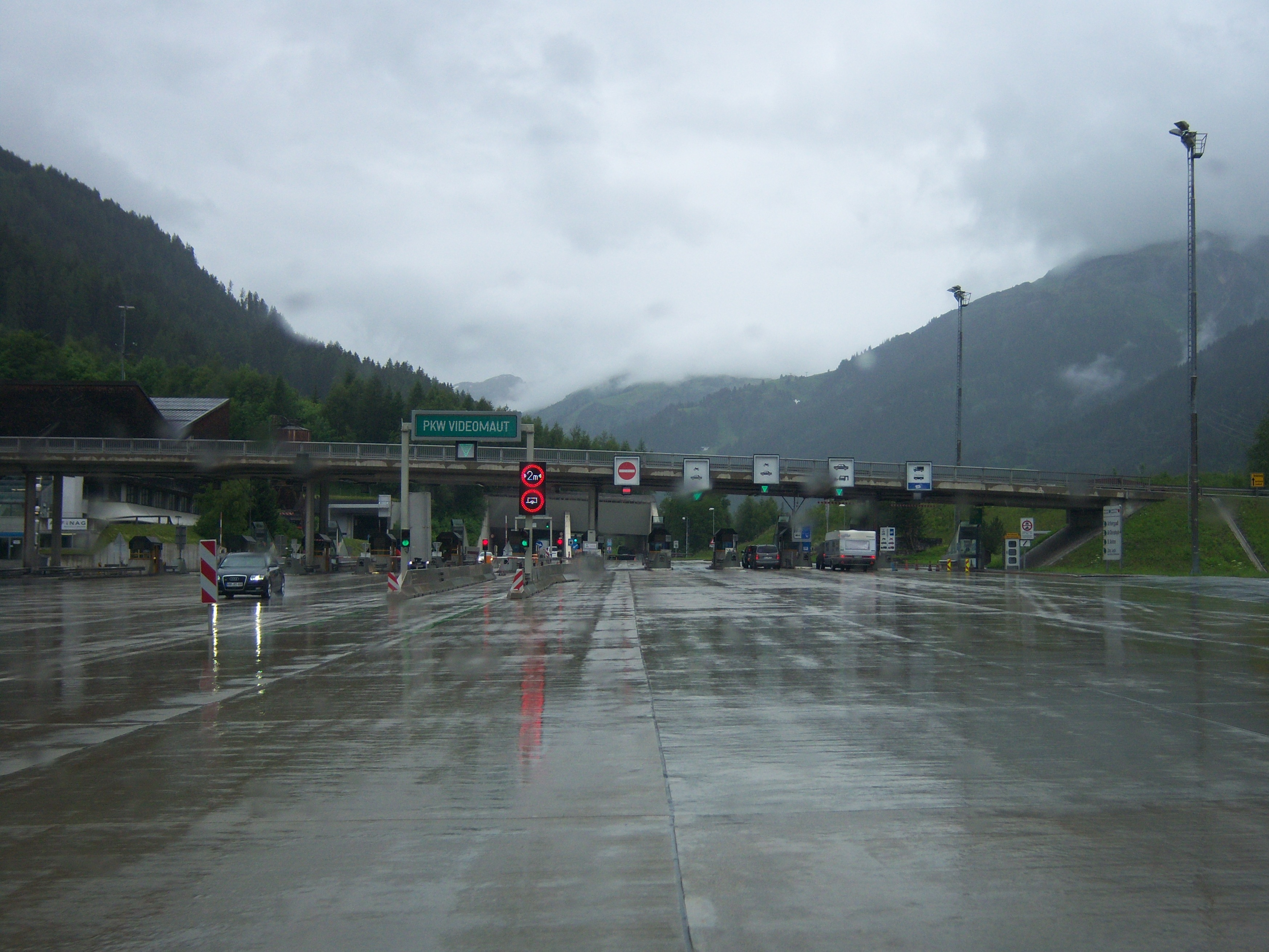
Punkt poboru opłat St. Jakob na drodze ekspresowej S16 (Tunel Arlberg)

Autostrady i drogi ekspresowe w Austrii objęte są mytem w postaci winiety. Mimo to występują tzw. specjalne odcinki płatne (niem. Sondermautstrecken) – zazwyczaj tunele – po których przejazd jest płatny w poszczególnych punktach poboru opłat zamiast winiet.
Objaśnienia do tabel:
- Kiosk – stanowisko, w którym dokonuje się płatności
- Automat – do pobierania biletów przy wjeździe

### Autostrada A9[6]
| Typ | Nazwa    | Stan   | Data uruchomienia | Data wyłączenia | Stanowisk | Kiosków | Automatów | System elektronicznego poboru opłat | Współrzędne geograficzne                  |
| --- | -------- | ------ | ----------------- | --------------- | --------- | ------- | --------- | ----------------------------------- | ----------------------------------------- |
| PPO | Bosruck  | działa |                   |                 |           |         |           | GO-Box                              | 47°34′38″N 14°19′05″E/47,577222 14,318056 |
| PPO | Gleinalm | działa |                   |                 |           |         |           | GO-Box                              | 47°19′24″N 15°01′48″E/47,323333 15,030000 |

### Autostrada A10[6]
| Typ | Nazwa       | Stan   | Data uruchomienia | Data wyłączenia | Stanowisk | Kiosków | Automatów | System elektronicznego poboru opłat | Współrzędne geograficzne                  |
| --- | ----------- | ------ | ----------------- | --------------- | --------- | ------- | --------- | ----------------------------------- | ----------------------------------------- |
| PPO | St. Michael | działa |                   |                 |           |         |           | GO-Box                              | 47°05′38″N 13°36′34″E/47,093889 13,609444 |

### Autostrada A11[6]
| Typ | Nazwa     | Stan   | Data uruchomienia | Data wyłączenia | Stanowisk | Kiosków | Automatów | System elektronicznego poboru opłat | Współrzędne geograficzne                  |
| --- | --------- | ------ | ----------------- | --------------- | --------- | ------- | --------- | ----------------------------------- | ----------------------------------------- |
| PPO | Rosenbach | działa |                   |                 |           |         |           | GO-Box                              | 46°31′37″N 14°01′51″E/46,526944 14,030833 |

### Autostrada A13[6]
| Typ | Nazwa     | Stan   | Data uruchomienia | Data wyłączenia | Stanowisk | Kiosków | Automatów | System elektronicznego poboru opłat | Współrzędne geograficzne                  |
| --- | --------- | ------ | ----------------- | --------------- | --------- | ------- | --------- | ----------------------------------- | ----------------------------------------- |
| PPO | Schönberg | działa |                   |                 |           |         |           | GO-Box                              | 47°11′02″N 11°24′19″E/47,183889 11,405278 |

### Droga ekspresowa S16[6]
| Typ | Nazwa     | Stan   | Data uruchomienia | Data wyłączenia | Stanowisk | Kiosków | Automatów | System elektronicznego poboru opłat | Współrzędne geograficzne                  |
| --- | --------- | ------ | ----------------- | --------------- | --------- | ------- | --------- | ----------------------------------- | ----------------------------------------- |
| PPO | St. Jakob | działa |                   |                 |           |         |           | GO-Box                              | 47°08′30″N 10°18′53″E/47,141667 10,314722 |